# آخرین گرگ‌ها
آخرین گرگ‌ها (انگلیسی: Last of the Wolves) یک فیلم جنایی ژاپنی و فیلم دلهره‌آور محصول ۲۰۲۱ به کارگردانی کازویا شیرائیشی با بازی توری ماتسوزاکا و ریوهی سوزوکی است.